# Phalops olivaceus
Phalops olivaceus là một loài bọ cánh cứng trong họ Bọ hung (Scarabaeidae).